# Albi di Dylan Dog (2016)
Albi del fumetto Dylan Dog pubblicati nel 2016.
| Nr. | Titolo                  | Mese di pubblicazione | Soggetto           | Sceneggiatura      | Disegni                       | Copertina      |
| --- | ----------------------- | --------------------- | ------------------ | ------------------ | ----------------------------- | -------------- |
| 353 | Il generale inquisitore | gennaio               | Fabrizio Accatino  | Fabrizio Accatino  | Luca Casalanguida             | Angelo Stano   |
| 354 | Miseria e crudeltà      | febbraio              | Gigi Simeoni       | Gigi Simeoni       | Emiliano Tanzillo             | Angelo Stano   |
| 355 | L'uomo dei tuoi sogni   | marzo                 | Paola Barbato      | Paola Barbato      | Paolo Martinello              | Angelo Stano   |
| 356 | La macchina umana       | aprile                | Alessandro Bilotta | Alessandro Bilotta | Fabrizio De Tommaso           | Angelo Stano   |
| 357 | Vietato ai minori       | maggio                | Pasquale Ruju      | Pasquale Ruju      | Davide Furnò & Paolo Armitano | Angelo Stano   |
| 358 | Il prezzo della carne   | giugno                | Fabrizio Accatino  | Fabrizio Accatino  | Roberto Rinaldi               | Angelo Stano   |
| 359 | Sul fondo               | luglio                | Matteo Casali      | Matteo Casali      | Marco Nizzoli                 | Angelo Stano   |
| 360 | Remington House         | agosto                | Paola Barbato      | Paola Barbato      | Sergio Gerasi                 | Angelo Stano   |
| 361 | Mater Dolorosa          | settembre             | Roberto Recchioni  | Roberto Recchioni  | Luigi Cavenago                | Angelo Stano   |
| 362 | Dopo un lungo silenzio  | ottobre               | Tiziano Sclavi     | Tiziano Sclavi     | Giampiero Casertano           |                |
| 363 | Cose perdute            | novembre              | Paola Barbato      | Paola Barbato      | Giovanni Freghieri            | Luigi Cavenago |
| 364 | Gli anni selvaggi       | dicembre              | Barbara Baraldi    | Barbara Baraldi    | Nicola Mari                   | Luigi Cavenago |

## Il generale inquisitore
Dopo aver visto al cinema l'horror Il grande inquisitore, Dylan Dog incontra l'attore protagonista che gli parla del regista, scomparso in circostanze poco chiare mentre era all'apice del successo. Intanto un gruppo di serial-killer, capeggiati da Mr. Long processa ed elimina ragazze accusate di stregoneria.
- La trama dell'albo è ispirata alla vicenda del regista inglese Michael Reeves, ricordato soprattutto per i suoi tre film horror.
- Il personaggio incontrato da Dylan Dog fuori dal cinema è Ian Ogilvy, attore britannico protagonista di tutti i film di Reeves.
- La figura del Generale Inquisitore  è ispirata a quella di Matthew Hopkins, cacciatore di streghe attivo durante il periodo della guerra civile inglese.
- I nomi dei complici di Mr. Long, Marcus e Estelle sono un probabile riferimento a Marcus ed Estelle Monserrat protagonisti del film Il killer di Satana girato da Reeves.

## Miseria e crudeltà
Chi o cosa è il "Fantasma dei vicoli", un'entità soprannaturale o un freddo killer intenzionato ad eliminare tutti i senzatetto di Londra, lasciando sulla scena del delitto oggetti di lusso? Collaborando col sergente Rania Rakim di Scotland Yard, Dylan Dog indaga cercando di far venire a galla la verità.
- L'abbigliamento (con in più il bastone in mano a uno di essi) dei membri della Omega End e il dettaglio dell'uccisione di un barbone nel racconto di James Northon richiama fortemente i drughi di Arancia meccanica.

## L'uomo dei tuoi sogni
Alcune persone, tra cui l'ultima conquista di Dylan Dog, Sandy Kumar, durante la notte sono tormentate da un incubo ricorrente in cui un uomo si avvicina loro con intenti minacciosi. Per scoprire quali sono le reali intenzioni dell'"uomo nero", Dylan dovrà affrontarlo in un inquietante mondo onirico.

## La macchina umana
Da ormai quindici anni Dylan Dog lavora come impiegato per la Daydream, una multinazionale che si fa pochi scrupoli nello sfruttare i dipendenti. È un incubo dell'indagatore dell'incubo o una triste realtà in cui i soprusi dei potenti segneranno la fine del nostro eroe?

## Vietato ai minori
Alla porta di Dylan Dog bussa Vanessa Wilson, attrice statunitense di film horror di cui l'investigatore è grande fan. La ragazza lo invita al suo ultimo spettacolo e Dylan, dopo qualche esitazione, parte per Los Angeles. Scoprirà che il mondo del cinema può essere crudele e che in alcuni casi distinguere tra realtà e finzione non è semplice.

## Il prezzo della carne
Aidan Murray, pescatore di Grain, un paesino del Kent, recupera casualmente in mare il corpo decapitato della figlia morta e sepolta due anni prima. Poiché la polizia locale non intende riaprire il caso e sembra nascondere qualcosa, l'uomo si rivolge a Dylan Dog che dovrà impegnarsi a fondo per venire a capo dell'oscuro segreto che nasconde la piccola cittadina.

## Sul fondo
Holden Heckleston è un ragazzo che soffre di ipertimesia, un particolare disturbo che lo costringe a ricordare tutti i dettagli autobiografici, anche quelli superflui. Negli ultimi tempi è però tormentato da ricordi che non gli appartengono e che hanno a che fare con brutali omicidi. Per capire cosa gli sta succedendo Holden decide di chiedere l'aiuto di Dylan Dog.

## Remington House
Remington House è una vecchia magione diventata attrazione per i turisti del macabro dopo che tra le sue pareti si è verificata una delittuosa vicenda familare. Tara, una delle guide, contatta Dylan Dog (all'epoca dei fatti giovane recluta in polizia tra i primi ad arrivare sul posto) per avere dettagli sulla vicenda. Controvoglia, Dylan dovrà rientrare nella casa e affrontare i fantasmi del passato.

## Mater Dolorosa
Dopo alcuni anni Dylan Dog riceve la sgradita visita della sua amante più gelosa: Mater Morbi. Debole e malato, per contrastare la madre di tutti i mali Dylan dovrà intraprendere un viaggio interiore che lo porterà a riscoprire le sue origini.
- Albo celebrativo completamente a colori per festeggiare i trenta anni di pubblicazione.

## Dopo un lungo silenzio
Nonostante il suo passato da alcolizzato, in seguito ad una uscita assieme alla nuova fidanzata Crystal, Dylan si ritrova nuovamente a cadere nel vizio dell'alcol. Nel frattempo viene ingaggiato da Owen Travers, divenuto anch'egli alcolizzato a seguito della morte della moglie avvenuta due anni prima, convinto che il fantasma della sua amata sia all'interno della casa in cui vive. 
- Per festeggiare il ritorno alla sceneggiatura, dopo nove anni di assenza, da parte di Tiziano Sclavi, creatore della serie, l'albo presenta una copertina completamente bianca, attribuita di conseguenza a nessun disegnatore. Anche gli spazi della seconda, terza e quarta di copertina, solitamente occupati in ordine dall'anteprima dell'albo del mese successivo, dal frontespizio e dal "Dylan Dog Horror Club" non presentano alcun testo o immagine.

## Cose perdute
Dopo una nottata in preda agli incubi, Dylan trova sotto il suo letto un biglietto firmato solamente “B”. Da quel momento una strana presenza comincia a seguirlo. Per scoprire di chi si tratta, Dylan deve ritornare con la memoria indietro nel passato e recuperare i ricordi di quando da bambino viveva a Crossgate, circondato dai suoi amici immaginari.
- La copertina di questo albo è di Luigi Cavenago, che esordisce come copertinista regolare della serie.

## Gli anni selvaggi
In questo albo viene raccontata la giovinezza di Dylan Dog, quando, circa ventenne, faceva da road manager ad una rock band di nome Bloody Hell. Il tutto nasce a seguito di un incontro, nel presente, col suo vecchio amico Vincent, all'epoca cantante e chitarrista della band.